# Stilo
Stilo község (comune) Calabria régiójában, Reggio Calabria megyében.

## Fekvése
A Monte Consolino lábainál fekszik, megye északkeleti részén. Határai: Bivongi, Brognaturo, Camini, Guardavalle, Monasterace, Mongiana, Nardodipace, Pazzano, Serra San Bruno, Spadola és Stignano.

## Története
A települést a szürakúzaiak által elpusztított Kaulónia lakosai alapították. A 8. századtól a bizánciak egyik fontos dél-itáliai települése volt. A 11. századtól kezdődően a normann Szicíliai Királyság része lett. A középkorban nemesi birtok volt. Itt született 1599-ben Tommaso Campanella filozófus. Az 1783-as földrengésben épületeinek jelentős része elpusztult. 

## Népessége
A népesség száma alakulása:

## Főbb látnivalói
- a 10. századi bizánci stílusban épült-templom, a Cattolica, amelyet az UNESCO világörökség részének javasolnak
- San Giovanni Therestis-apátság
- San Domenico-templom
- a II. Roger idején, a 11. században épült  Castello (vár)
- Tommaso Campanella szobra